# Этимологический словарь русского языка Макса Фасмера
«Этимологи́ческий слова́рь ру́сского языка́» (нем. Russisches etymologisches Wörterbuch) — самый объёмный на данный момент этимологический словарь русского языка. Был составлен в 1938—1950 годах российским и немецким учёным Максом Фасмером на немецком языке. Переведён на русский язык и дополнен в 1959—1961 годах О. Н. Трубачёвым.

## История создания
Идея создать подобный словарь появилась ещё в 1910-х годах, однако систематическая работа над словарём, по признанию самого автора, началась в 1938 году. Работа над словарём осложнялась правящим в Германии нацистским режимом, декларировавшим второсортность любой культуры кроме немецкой. Кроме того, значительный объём собранного материала был уничтожен во время союзнических бомбардировок Германии. Первый выпуск словаря был опубликован лишь в 1950 году в Берлине. Издание словаря закончено в 1958 году в Гейдельберге издательством «Карл Винтер. Объём словаря, на создание которого ушло 20 лет, составил почти 18 000 словарных статей.
В 1960-х годах словарь был переведён на русский язык известным советским этимологом О. Н. Трубачёвым (издан в 1964—1973 годах), который также составил дополнения к словарю.

## Состав
В печатном виде на русском языке словарь существует как четырёхтомник:
- Том 1: А — Д (около 4000 слов).
- Том 2: Е — Муж (более 4500 слов).
- Том 3: Муза — Сят (около 5500 слов).
- Том 4: Т — Ящур (около 4500 слов).

### Немецкие издания
- Vasmer M., Russisches etymologisches Wörterbuch. 3 Bd. — Heidelberg: Carl Winter; Universitätsverlag, 1953—1958. — Bd. I: A—K. — 1953. — xliii, 712 s. + Bd. II: L—Ssuda. — 1955. — iii, 712 s. + Bd. III: Sta—Ÿ. — 1958. — vii, 697 s. — (Indogermanische Bibliothek herausgegeben von Hans Krahe, Abteilung 1, Sammlung indogermanischer Lehr- und Handbücher., Reihe 2, Wörterbücher)
- Vasmer M., Russisches etymologisches Wörterbuch. 3 Bd. — 2., unveränd. Aufl.— Heidelberg: Universitätsverlag Winter GmbH, 1976—1980. — Bd. 1: A—K. — 1976. — XLVII, 712 s. + Bd. 2: L—Ssuda. — 1979. — 712 s. + Bd. 3: Sta—Ÿ. — 1980. — VII, 697 s. — (Indogermanische Bibliothek, 2. Reihe: Wörterbücher). — ISBN 3-533-00665-4, ISBN 3-533-00666-2, ISBN 3-533-00667-0
- Vasmer M., Russisches etymologisches Wörterbuch. 3 Bd. — 3., unveränd. Aufl.— Heidelberg: Universitätsverlag Winter GmbH, 2008—2017. — Bd. I: A—K. — 2012. — 712 s. + Bd. II: L—Ssuda. — 2017. — 712 s. + Bd. III: Sta—Ÿ. — 2008. — 697 s. — (Indogermanische Bibliothek, 2. Reihe: Wörterbücher). — ISBN 978-3-8253-0665-6, ISBN 978-3-8253-0666-3, ISBN 978-3-8253-0667-0

### 1-е русское издание
- Фасмер М. Этимологический словарь русского языка: Пер. с нем. (с доп.). — М.: Прогресс, 1964. — Т. 1. — 562 с.
- Фасмер М. Этимологический словарь русского языка: Пер. с нем. (с доп.). — М.: Прогресс, 1967. — Т. 2. — 671 с.
- Фасмер М. Этимологический словарь русского языка: Пер. с нем. (с доп.). — М.: Прогресс, 1971. — Т. 3. — 827 с.
- Фасмер М. Этимологический словарь русского языка: Пер. с нем. (с доп.). — М.: Прогресс, 1973. — Т. 4. — 855 с.

### 2-е русское издание
- Фасмер М. Этимологический словарь русского языка: В 4 т.: Пер. с нем. — 2-е изд., стереотип. — М.: Прогресс, 1986. — Т. 1. — 576 с. — 50 000 экз.
- Фасмер М. Этимологический словарь русского языка: В 4 т.: Пер. с нем. — 2-е изд., стереотип. — М.: Прогресс, 1986. — Т. 2. — 672 с. — 50 000 экз.
- Фасмер М. Этимологический словарь русского языка: В 4 т.: Пер. с нем. — 2-е изд., стереотип. — М.: Прогресс, 1987. — Т. 3. — 832 с. — 50 000 экз.
- Фасмер М. Этимологический словарь русского языка: В 4 т.: Пер. с нем. — 2-е изд., стереотип. — М.: Прогресс, 1987. — Т. 4. — 864 с. — 50 000 экз.

### 3-е русское издание
- Фасмер М. Этимологический словарь русского языка: В 4 т.: Пер. с нем. — 3-е изд., стереотип. — М.: Азбука-Терра, 1996. — Т. 1. — 576 с. — ISBN 5-7684-0020-6, ISBN 5-7684-0021-4.
- Фасмер М. Этимологический словарь русского языка: В 4 т.: Пер. с нем. — 3-е изд., стереотип. — М.: Азбука-Терра, 1996. — Т. 2. — 672 с. — ISBN 5-7684-0020-6, ISBN 5-7684-0022-2.
- Фасмер М. Этимологический словарь русского языка: В 4 т.: Пер. с нем. — 3-е изд., стереотип. — М.: Азбука-Терра, 1996. — Т. 3. — 832 с. — ISBN 5-7684-0020-6, ISBN 5-7684-0023-0.
- Фасмер М. Этимологический словарь русского языка: В 4 т.: Пер. с нем. — 3-е изд., стереотип. — М.: Азбука-Терра, 1996. — Т. 4. — 864 с. — ISBN 5-7684-0020-6, ISBN 5-7684-0024-9.

### 4-е русское издание
- Фасмер М. Этимологический словарь русского языка: В 4 т.: Пер. с нем. = Russisches etymologisches Wörterbuch / Перевод и дополнения О. Н. Трубачёва. — 4-е изд., стереотип. — М.: Астрель — АСТ, 2004. — Т. 1. — 588 с. — ISBN 5-17-016833-0.
- Фасмер М. Этимологический словарь русского языка: В 4 т.: Пер. с нем. = Russisches etymologisches Wörterbuch / Перевод и дополнения О. Н. Трубачёва. — 4-е изд., стереотип. — М.: Астрель — АСТ, 2004. — Т. 2. — 671 с. — ISBN 5-17-017231-1.
- Фасмер М. Этимологический словарь русского языка: В 4 т.: Пер. с нем. = Russisches etymologisches Wörterbuch / Перевод и дополнения О. Н. Трубачёва. — 4-е изд., стереотип. — М.: Астрель — АСТ, 2004. — Т. 3. — 830 с. — ISBN 5-17-018147-7.
- Фасмер М. Этимологический словарь русского языка: В 4 т.: Пер. с нем. = Russisches etymologisches Wörterbuch / Перевод и дополнения О. Н. Трубачёва. — 4-е изд., стереотип. — М.: Астрель — АСТ, 2004. — Т. 4. — 860 с. — ISBN 5-17-018550-2.

### Критика
- Кипарский В. Р. Мах Vasmer. Russisches etymologisches Wörterbuch, I, II, III (2 Lief.). — Heidelberg, 1950—1955.// Вопросы языкознания, 1956, N 5, С. 130—139.